# Поріченська сільська рада
Поріченська сільська рада — сільська рада у Краснодонському районі Луганської області з адміністративним центром у селищі Поріччя.
Сільській раді підпорядковане також село Королівка.
Адреса сільської ради: 94406, Луганська обл., Краснодонський р-н, с-ще Поріччя, вул. Терешкової, 37.

## Населені пункти
Населені пункти, що відносяться до Поріченської сільської ради.
| № | Назва     | Тип    | Рік заснування | Площа км² | Населення (2001), ос. |
| - | --------- | ------ | -------------- | --------- | --------------------- |
| 1 | Поріччя   | селище | 1972           | 7,446     | 1306                  |
| 2 | Королівка | село   | 1820           | 5,03      | 248                   |

## Керівний склад попередніх скликань
| ПІБ                          | Основні відомості                                                          | Дата обрання | Дата звільнення |
| ---------------------------- | -------------------------------------------------------------------------- | ------------ | --------------- |
| Долотінова Олена Анатоліївна | Сільський голова, 1967 року народження, освіта вища, член ВО «Батьківщина» | 31.10.2010   |                 |
| Журбін Володимир Андрійович  | Сільський голова, 1961 року народження, освіта, член Партії регіонів       | 26.03.2006   | 31.10.2010      |

Примітка: таблиця складена за даними джерела 